# Denkmal der Danmark-Expedition

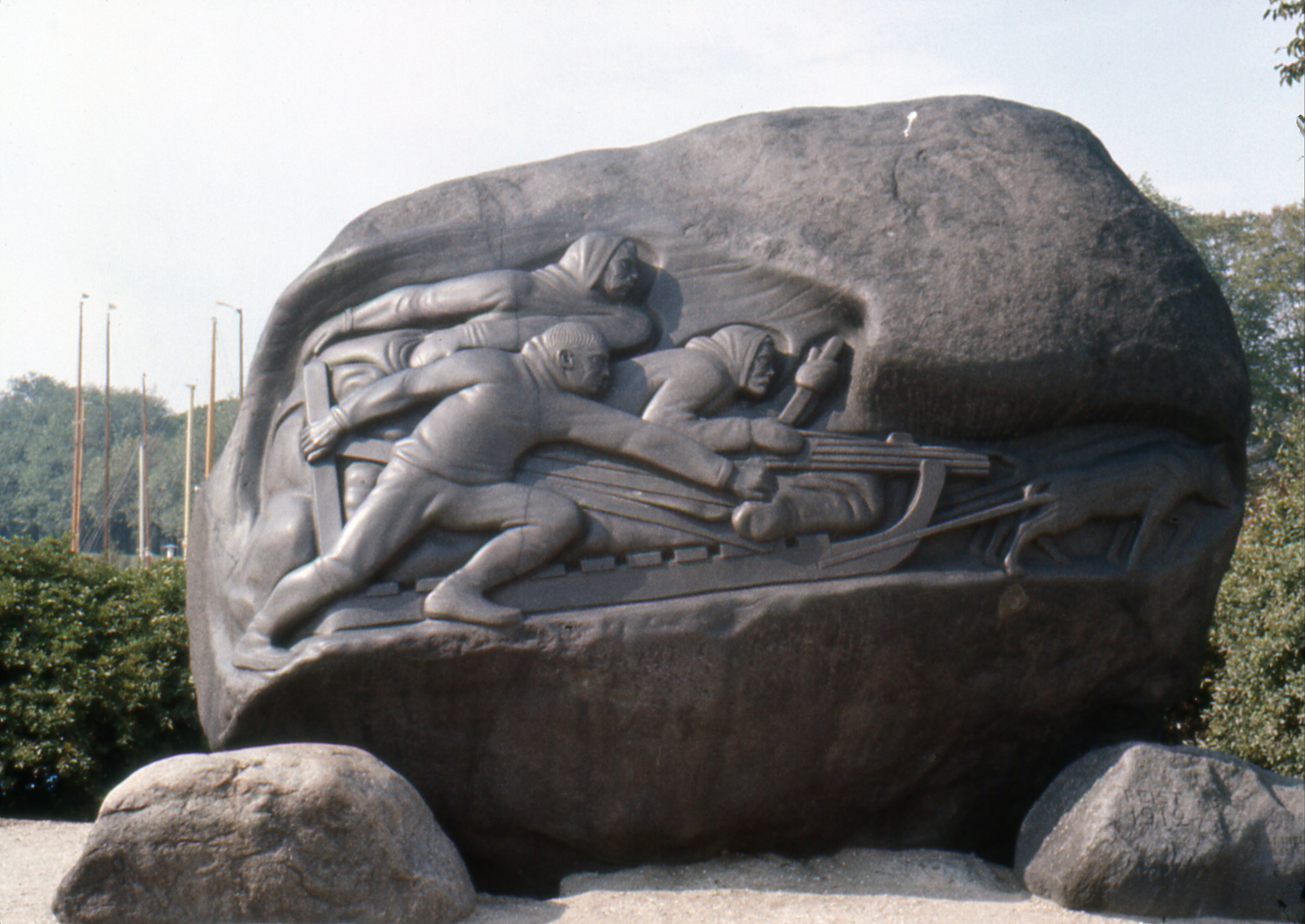
Denkmal der Danmark-Expedition

Das Denkmal der Danmark-Expedition ist ein Findling an der Uferpromenade  Langelinie in Kopenhagen, der an Ludvig Mylius-Erichsen, Niels Peter Høeg-Hagen und Jørgen Brønlund erinnert, die bei der Danmark-Expedition nach Nordostgrönland 1907 ums Leben kamen. Die Gedenkstätte wurde 1912 eingeweiht. Es wurde von Kai Nielsen in Zusammenarbeit mit Kaare Klint entworfen.

## Geschichte
Das Denkmal ist das Ergebnis eines Wettbewerbs, den ein Komitee im Februar 1911 ausgeschrieben hatte. Den Wettbewerb gewannen Kaare Klint und Kai Nielsen. Ein massiver Granitblock, der für das Denkmal ausgewählt wurde, war im Flinterenden-Kanal im Sund vor der Insel Saltholm unter Wasser entdeckt worden. Kai Nielsen zog einen Taucheranzug an und inspizierte den Granitblock auf dem Meeresgrund, bevor er von einem großen Kran angehoben und an seinen endgültigen Standort transportiert wurde, wo die Figuren und der Gedenktext eingemeißelt wurden.

## Beschreibung
Die Gedenkstätte besteht aus einem 40-Tonnen schweren Granitblock mit den Maßen 340 × 390 × 190 cm. Seine Oberfläche wurde geglättet, aber seine natürliche Form blieb erhalten. Die Vorderseite zeigt ein Relief, das drei Männer darstellt, die versuchen, einen beladenen Hundeschlitten über das Eis zu schieben, das für einen einzelnen Hund offenbar zu schwer ist. 
Inschrift: